# Veleta

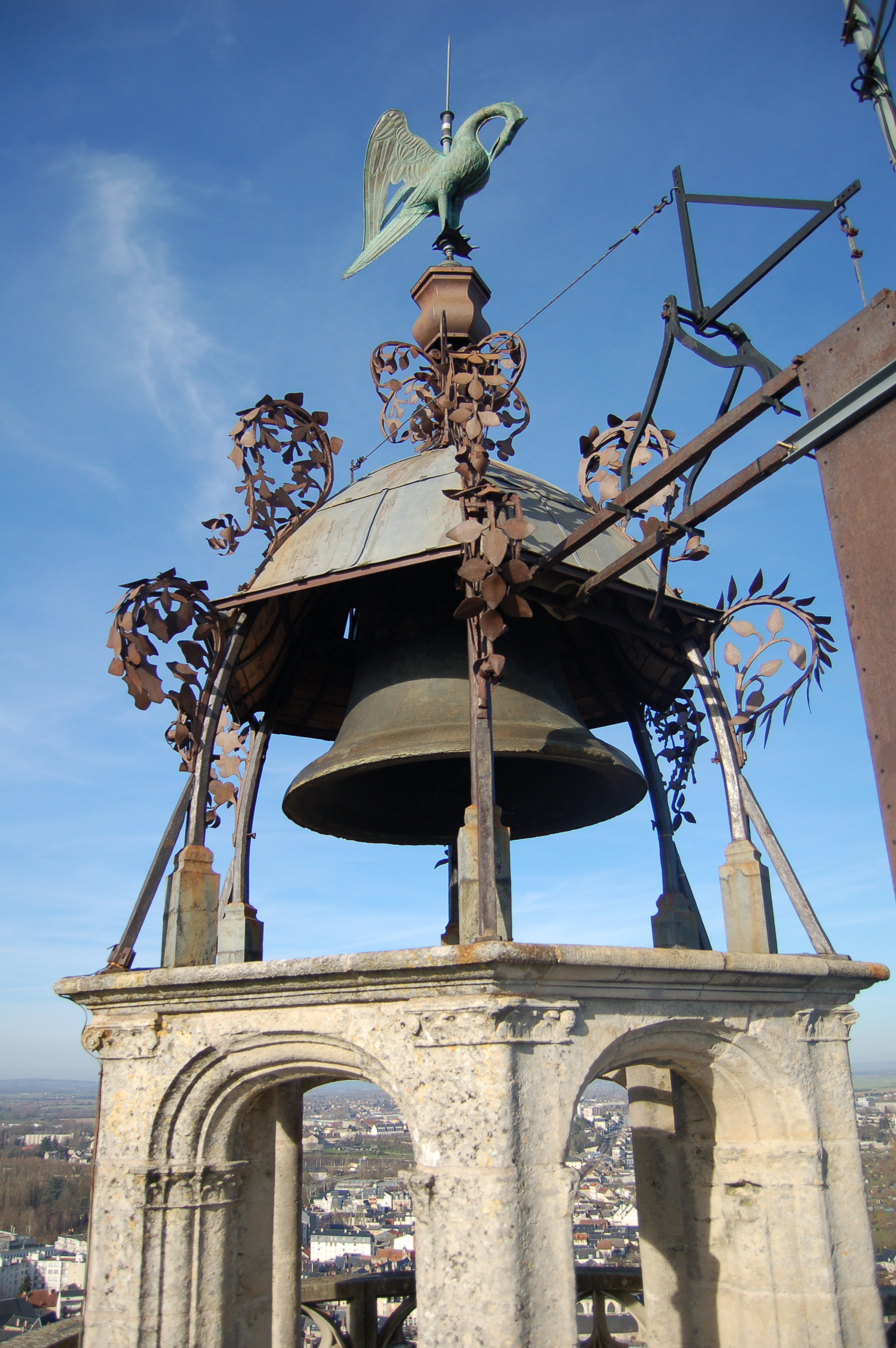
Veleta y campana en la azotea de la catedral Saint-Étienne de Bourges (Francia).

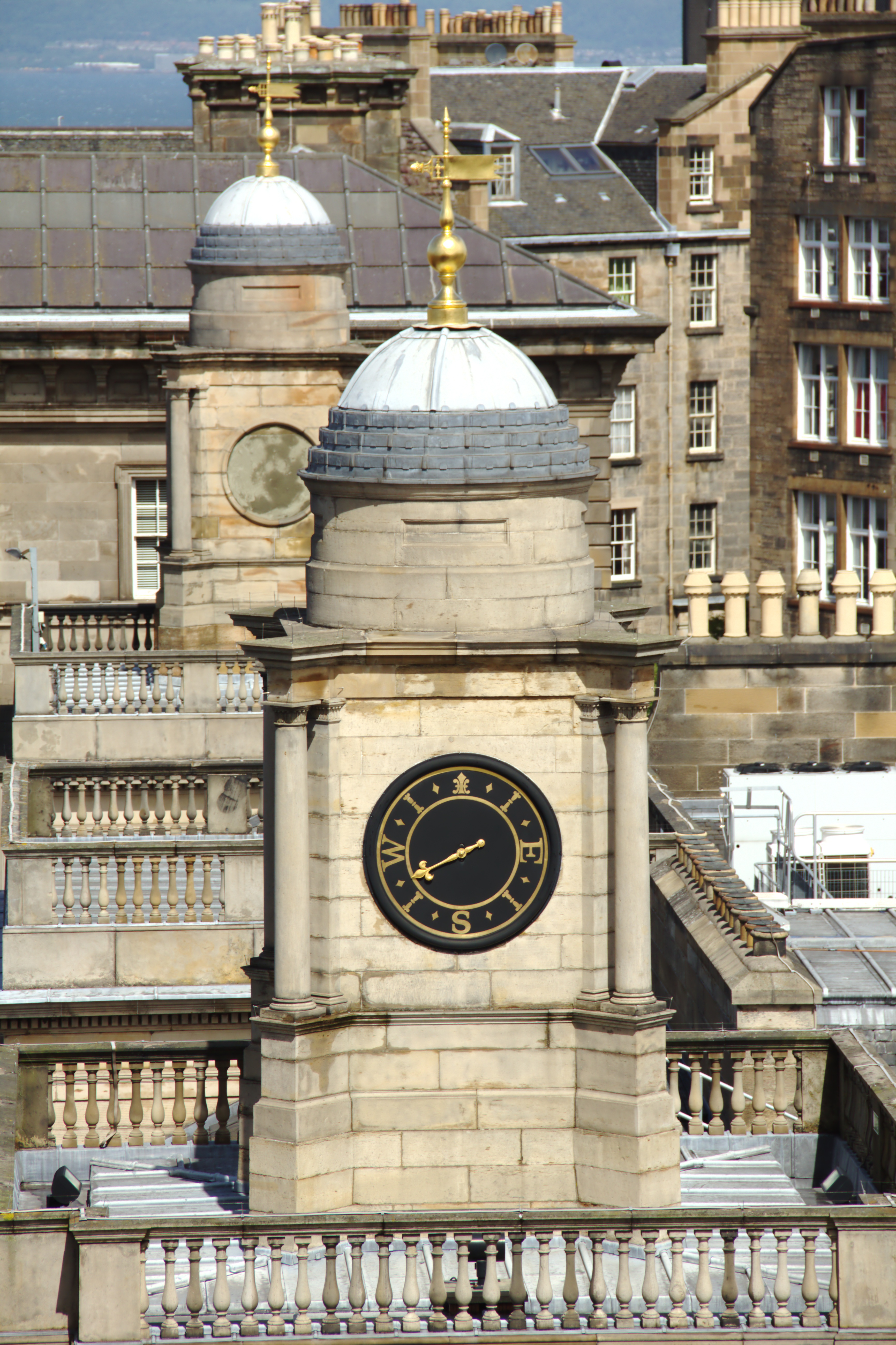
Veleta con dial.

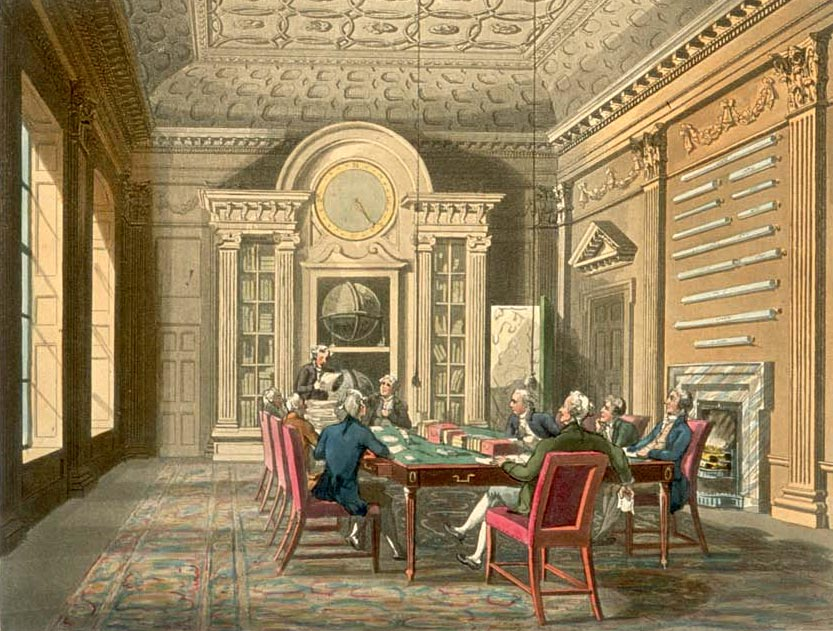
Sala de juntas del Almirantazgo, 1808; un indicador del viento puede ser visto en la pared del fondo.

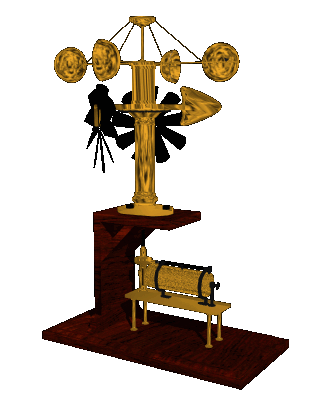
Una imagen CGI representando una antigua estación meteo.

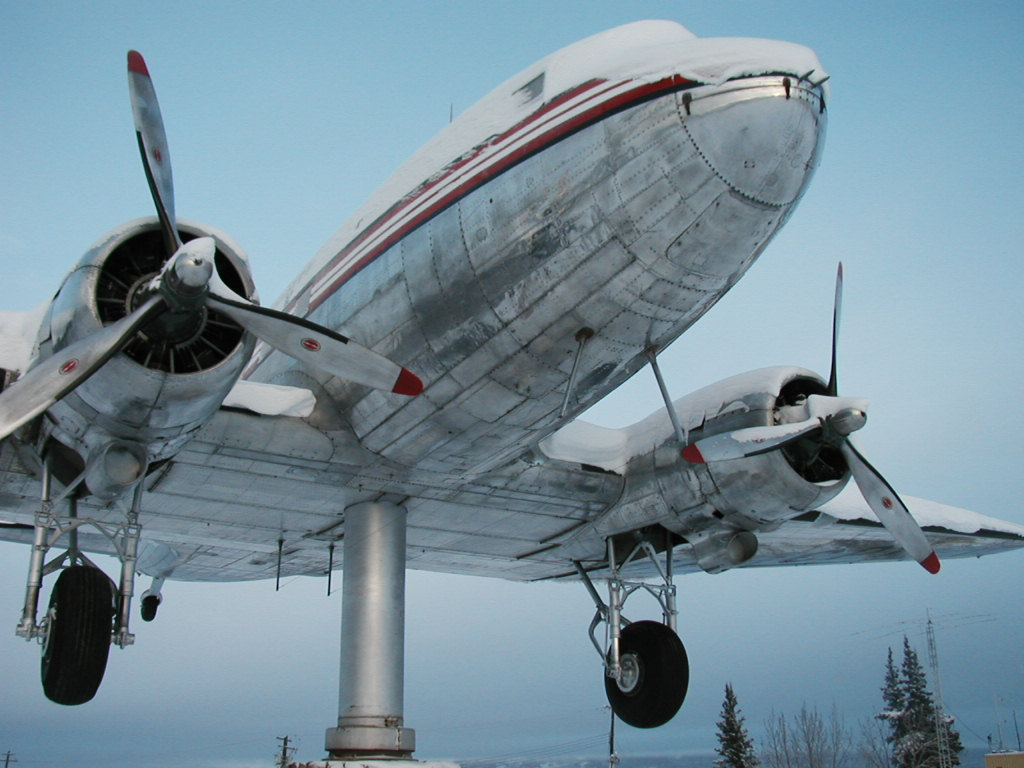
El Douglas DC3 que ahora sirve como veleta en el Yukon Transportation Museum localizado junto al aeropuerto internacional Whitehorse.

Una veleta es un artefacto giratorio que consta de una placa  que gira libremente, un señalador que indica la dirección del viento y una cruz horizontal que indica los puntos cardinales. El motivo puede ser muy variado (figuras de animales, antropomorfas, entre otros). 
De esta ingeniosa idea tomaron sin duda origen nuestras veletas o giraldillas en forma de cometa, de gallo, etc. Antiguamente eran en forma de estatuas destinadas a conocer la dirección de los vientos

## Operación

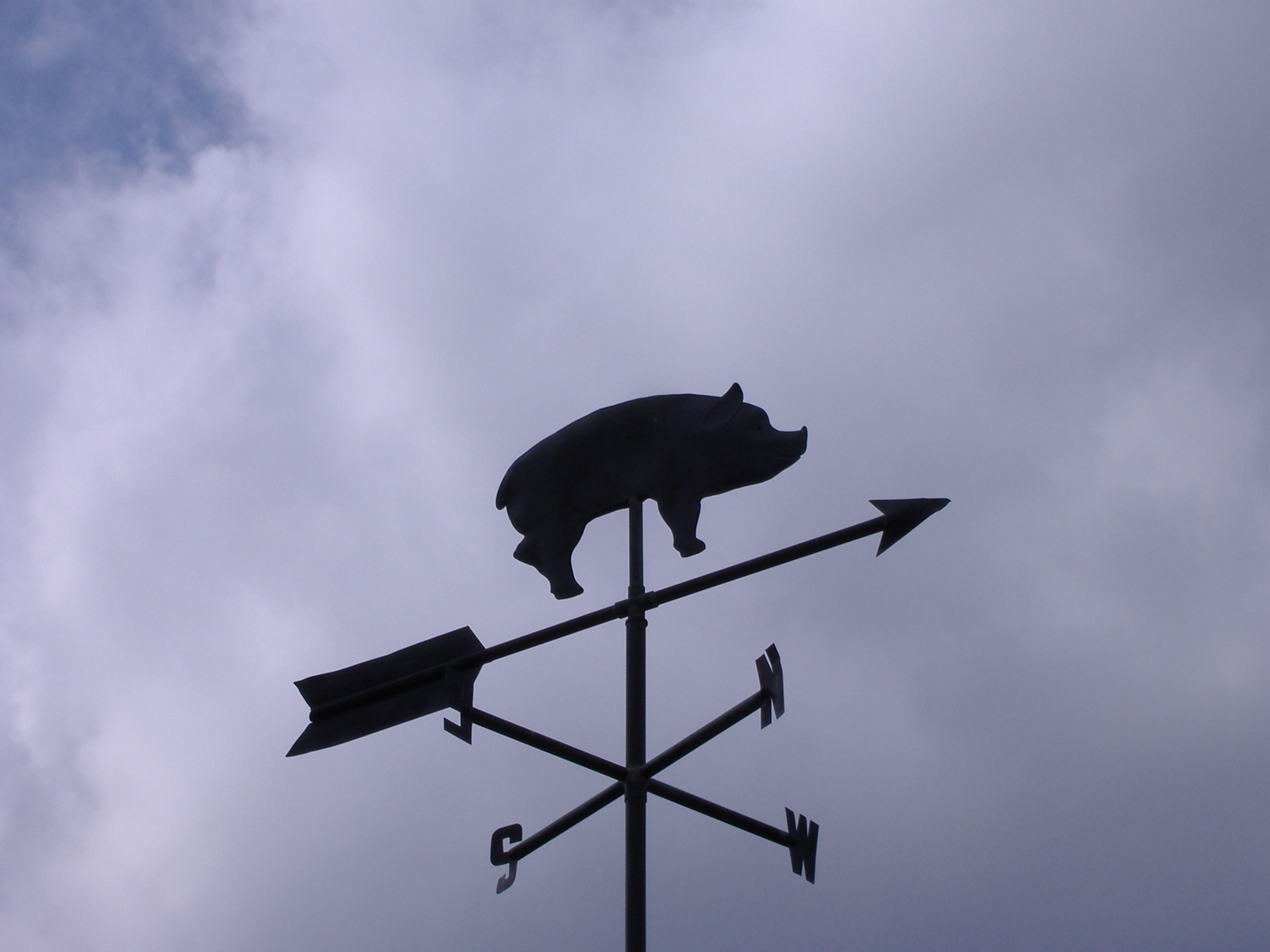
Veleta (apunta dirección del viento) Necesario estar ubicado en un punto que nada interfiera la dirección del viento.

El lado de una veleta es tal que el peso está distribuido equitativamente a cada lado del eje pivotante, así el puntero pueda moverse libremente en su eje, pero el área de superficie está dividido desigualmente. El lado con el área superficial de mayor envergadura es soplada LEJOS de la dirección del viento, así el lado menor, con el puntero, es pivotado para ponerse de cara HACIA la dirección del viento. Por ejemplo, en un "viento noreste" (un viento que sopla DESDE el punto cardinal noreste) el puntero señalará hacia el punto cardinal noreste. La mayoría de las veletas tienen marcadores direccionales por debajo de la flecha, alineados con los puntos cardinales principales. 
Las veletas con figuras caprichosas no siempre muestran la verdadera dirección. Esto se debe a que las figuras no logran el necesario equilibrio de diseño: un área de superficie desigual pero equilibrada en peso.
Para obtener una lectura precisa, la veleta debe estar localizada bien por arriba del suelo, alejada de edificios, árboles, y otros objetos que interfieran con la verdadera dirección del viento. La dirección del viento cambiante puede ser significativa cuando se coordina con otras condiciones aparentes del firmamento, habilitando al usuario para hacer predicciones sencillas de corto alcance.

## Historia
La torre de los vientos en el Ágora romana de Atenas contaba con toda probabilidad con una veleta en forma de tritón en su cúspide con la que apuntaba a cada uno de sus ocho lados, que representa una dirección del viento según la rosa de los vientos, con un relieve que representa cada viento: Bóreas (N), Kaikias (NE), Euro (E), Apeliotas (SE), Noto (S), Lips (SO), Céfiro (O) y Skiron (NO).
Se atribuye al Papa Gregorio I que el gallo era en mejor símbolo del cristianismo siendo el emblema de San Pedro. por lo que se empezaría a usar en las iglesias, y que en el siglo IX el Papa Nicolás I ordenó que dicha figura se emplazara en cada campanario de cada iglesia. El Papa León IV lo habría mandado emplazar en la Antigua Basílica de San Pedro antes incluso del papado de Nicolás I.  Supuestamente el gallo representaría también la vigilancia del clero sobre el pueblo,

## Algunas veletas célebres
- El gallo veleta de la colegiata de San Isidoro, en León, es considerada la veleta más antigua existente y procede, probablemente, de la Persia sasánida.
- La veleta de Tío Pepe en Jerez de la Frontera es probablemente la veleta funcional más grande del mundo.Veleta Tío Pepe en Jerez, récord Guinness para la veleta más grande del mundo.

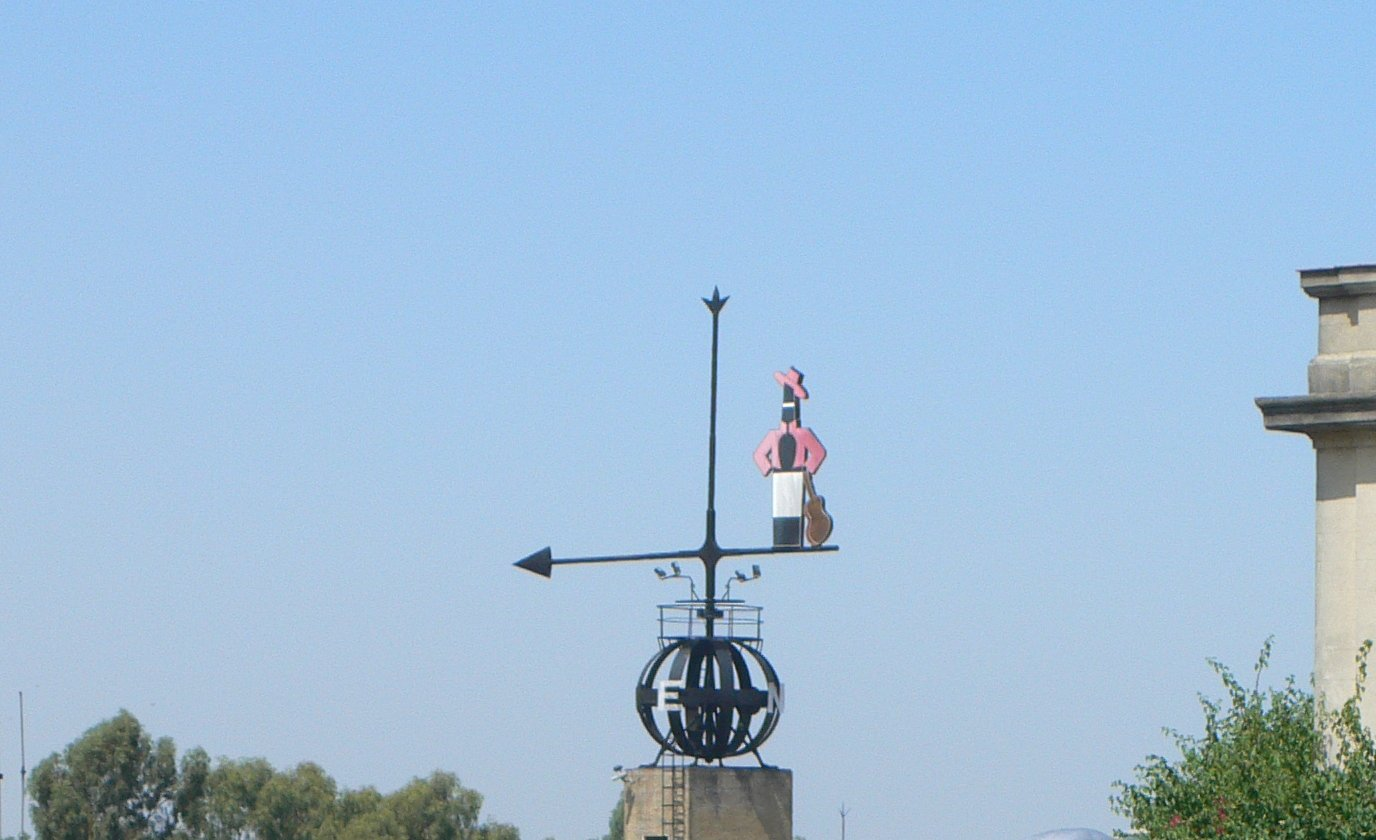
Veleta Tío Pepe en Jerez, récord Guinness para la veleta más grande del mundo.

- La Giralda de Sevilla recibe su nombre de la veleta o giraldillo que la corona.
- En la selección de cuentos de Herminio Almendros "Habia una vez" se encuentra un cuento que se titula "Mediopollito", donde Mediopollito se convierte al final en una veleta en forma de gallo.

## Bibliografía

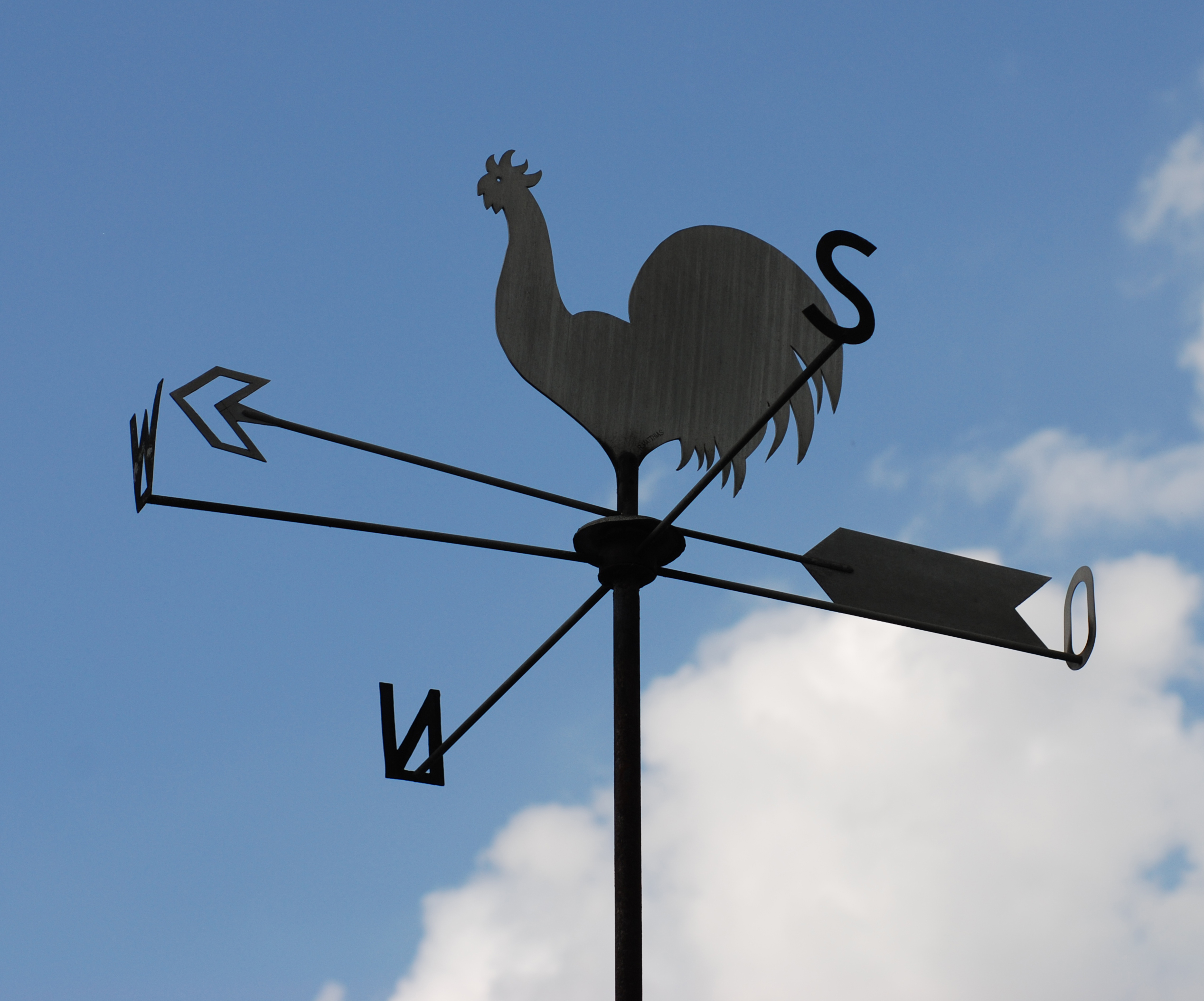
Una veleta con forma de gallo.

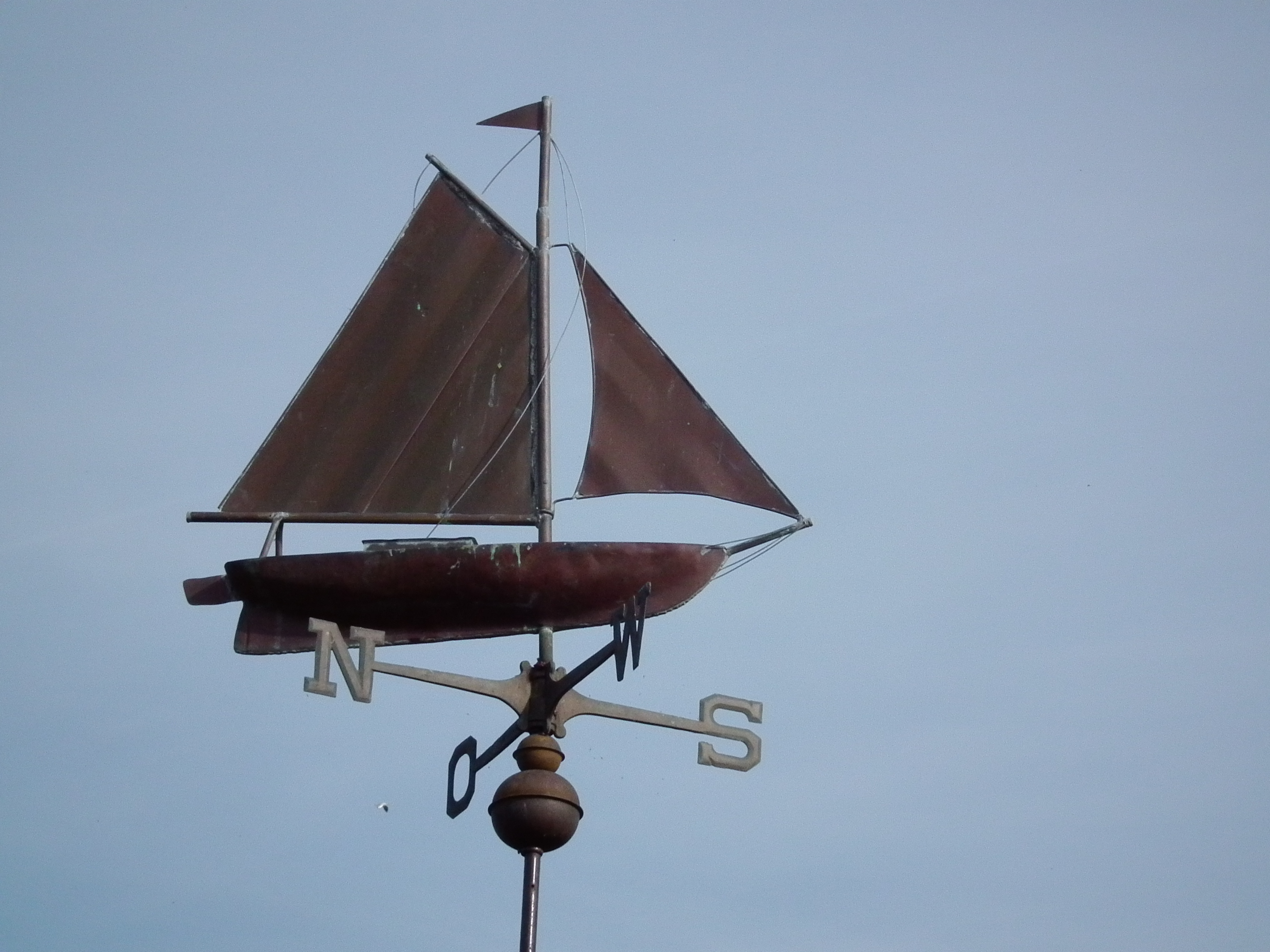
Veleta con forma de barco.